# Indústria sucrera
Una indústria sucrera és una fàbrica on s'extreu i s'elabora sucre. Hi ha diferents tipus de sucreres: la que extreuen el sucre a partir de la remolatxa i les que ho fan a partir de la canya de sucre. També podem trobar diferents tipus de sucre:

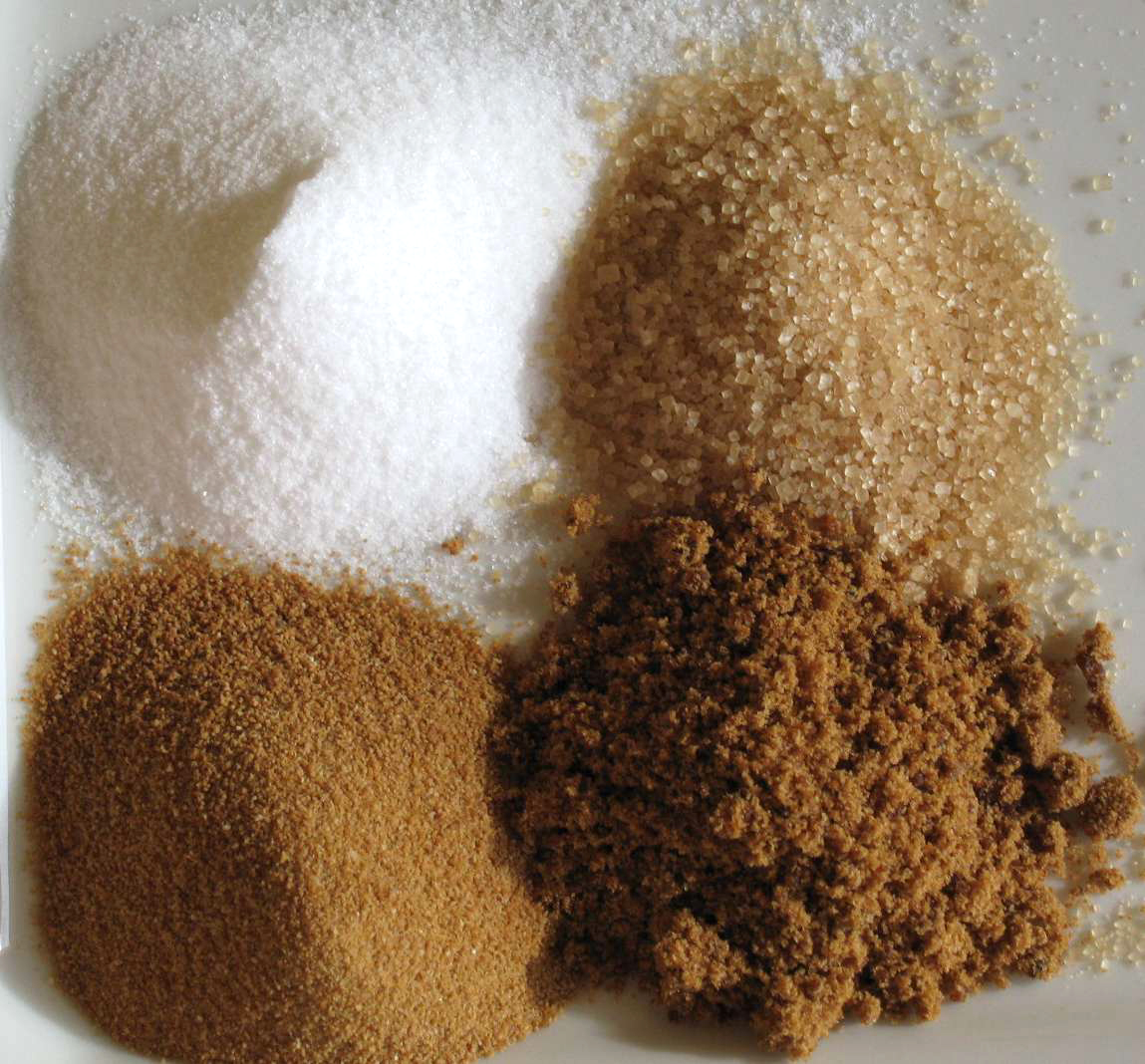
Tipus de sucres

- Blanc: també conegut com a sucre refinat
- Morè: no està refinat i conté impureses el que li dona aquest color marró característic.
- Terrossos: és una invenció francesa que existeix des de 1874 i és sucre amb forma de cub que s'utilitza per endolcir begudes.
- En pols: està triturat i reduït a partícules molt fines el que li dona molta solubilitat.
- Per a confitures: se li afegeix pectina i àcid cítric i facilita el lligament de les confitures.
- De vainilla: se li afegeix un 10% d'extracte de vainilla natural.
- A la vainilla: se li afegeix vainillina(essència de vainilla sintètica)
- Candi: està format per cristalls transparents grams que s'obtenen gràcies a una evaporació lenta del xarop.
- Tercejat: és sucre morè de canya cristal·litzat que té una mica gusta rom o regalèssia.
- Mascabat: sucre morè de la remolatxa que s'obté del residu sòlid de la primera refinació.
- Líquid: solució incolor de sucre que s'utilitza molt en la indústria alimentaria.
- Melassa: és un almívar molt espès que no és cristal·litzable. La de la canya de sucre s'utilitza per fer rom i la de remolatxa per produir altres alcohols.
- Fondant: és un almívar on se li afegeix glucosa que acaba sent una massa espessa i opaca. Serveix per folrar fruites o pastissos.
- Invertit: s'obté a partir d'aigua tractada amb àcid cosa que fa que les molècules se separin en dos components: fructosa i glucosa.

## Història[2]
Encara que les primeres referències del sucre es remunten a quasi 5000 anys enrere, a Espanya no arriba fins a l'Edat Mitjana. La seva expansió està relacionada a l'avenç de la tecnologia i de la història. La ruta de la canya de sucre neix a Orient, al nord de Bengala, a l'Índia. La primera persona d'Occident que va provar el gust de la canya de sucre, al segle iv aC, va ser Alexandre el Gran que va dir aquesta frase: “existeix una classe de canya que produeix mel sense la intervenció de les abelles”. El viatge de la canya de sucre cap a Occident va ser molt lent, ja que les civilitzacions europees rebutjaven qualsevol sabor nou. Sabem que els grecs i els romans coneixien la canya de sucre, encara que no la van arribar a cultivar, la van denominar “la sal de l'Índia”. La primera referència que tenim sobre el sucre elaborat és en les cròniques de l'assalt al palau del rei de Persa, l'any 627. Al 640, els egipcis, també cultivaven les canyes de sucre a les bores del riu Nil. La importància que els egipcis haguessin cultivat sucre és que com Egipte es troba en el Mediterrani, va donar lloc a la seva expansió pel sud d'Europa i el nord d'Àfrica. Els àrabs van plantar en la zona sud i mediterrània d'Espanya la canya de sucre. Quan es va donar a terme la descoberta d'Amèrica, per una part, Espanya va porta canyes de sucre a Cuba, a Mèxic i a Santo Domingo. Per una altra part, els portuguesos porten la canya de sucre al Brasil, els francesos la introdueixen en les seves colònies de l'Oceà Índic i els holandesos a les Antilles. A finals del segle xvii la producció i el consum de sucre de canya es trobava estès pràcticament per tot el món.
Un segle més tard, el 1705, el químic francès Olivier Serrés, descobreix les propietats ensucrades de la remolatxa, i poques dècades més tard, l'alemany Margraf aconsegueix extreure i solidificar el sucre d'aquesta planta, donant origen a la instal·lació de les primeres fàbriques de sucre de remolatxa a Prússia. La indústria sucrera de remolatxa s'inicia a Espanya a finals del segle xix, a l'època de Napoleó, quan comença a cobrar importància la remolatxa com a producte base per a la producció de sucre. Això és un perjudici per les persones que treballen en les plantacions de la canya de sucre. Anteriorment la remolatxa era considerada una mala herba que arrencaven i la tiraven. La forta implantació europea de la remolatxa i la pèrdua de la influència de l'economia colonial espanyola a Cuba i Filipines van afavorir l'inici d'una indústria pròpia. A Espanya es comença amb la plantació de remolatxa a causa de la decadència de la nostra influència sobre Cuba, ja que els espanyols tenien grans plantacions de canyes de sucre. Al nostre país les primeres llavors de remolatxa sucrera es van portar d'Alemanya i Polònia Quan sorgeix la industrialització, comença el període de la instal·lació de fàbriques sucreres.
Actualment, només existeix una fàbrica d'elaboració de sucre a partir de la canya en tot Europa, situada a Granada: la Azucarera de Guadalfeo.

### Naixement de les primeres fàbriques sucreres de remolatxa a Espanya
El 1877 es va instal·lar la primera fàbrica de sucre de remolatxa a la província d'Alcolea, Còrdova. El 1882 es va construir la sucrera d'Ingenio de San Juan: Ubicat a la Vega de Granada.

### Expansió sucrera a Espanya
- En el període 1889/1920 es produeix l'expansió sucrera. Es van arribar a registrar 65 fàbriques a Espanya, on sorgien noves zones productores de remolatxa. Encara que es van tancar nombroses sucreres, es van crear altres noves. L'increment de sucreres feia necessari la regulació del sector.
- En 1890 es va signar un primer conveni entre agricultors i fabricants, dirigit a potenciar i sanejar el sector, que va evitar la competència sense límits.
- El 1903 es va crear la Societat General Azucarera d'Espanya amb el propòsit d'acabar amb el desordre industrial sucrer produït per l'excessiu nombre de fàbriques a la península.
- El 1907 es produeix la primera regulació administrativa del sector. L'inicial predomini productiu a Andalusia Oriental (Vega granadina sobretot) canvia a la Conca de l'Ebre ("La Azucarera del Gállego", a Saragossa, va ser la més important), sorgeix modestament a la Conca del Duero i s'inicia i finalitza (alhora) a la cornisa Nord/Nord-oest, desapareixent transitòriament a Andalusia Occidental.
- El període 1921/1940 es va caracteritzar per una gran sobreproducció i caiguda de preus que va motivar la creació, per llei, el 1925 d'una comissió mixta arbitral que fixa un mínim de 350.000 t / anuals. Es van regular la instal·lació, ampliació i trasllat de les sucreres.
- A partir de 1941 i fins a 1960 el nombre de sucreres es troba estable. La zona del Duero passa a tenir un pes important.
- S'ha desenvolupat una política comuna amb les organitzacions agràries, per tal de mantenir rendibles els cultius i incrementar les produccions, els rendiments i la qualitat. El 1992 es va implantar l'anomenat Pla 92, posteriorment, Pla actualitzat per tecnificar i modernitzar el cultiu de la remolatxa.
- S'han realitzat importants inversions en projectes d'investigació (INIA, Universitat Politècnica de Madrid, Universitat de Valladolid)

## Procés d'extracció del sucre[3]

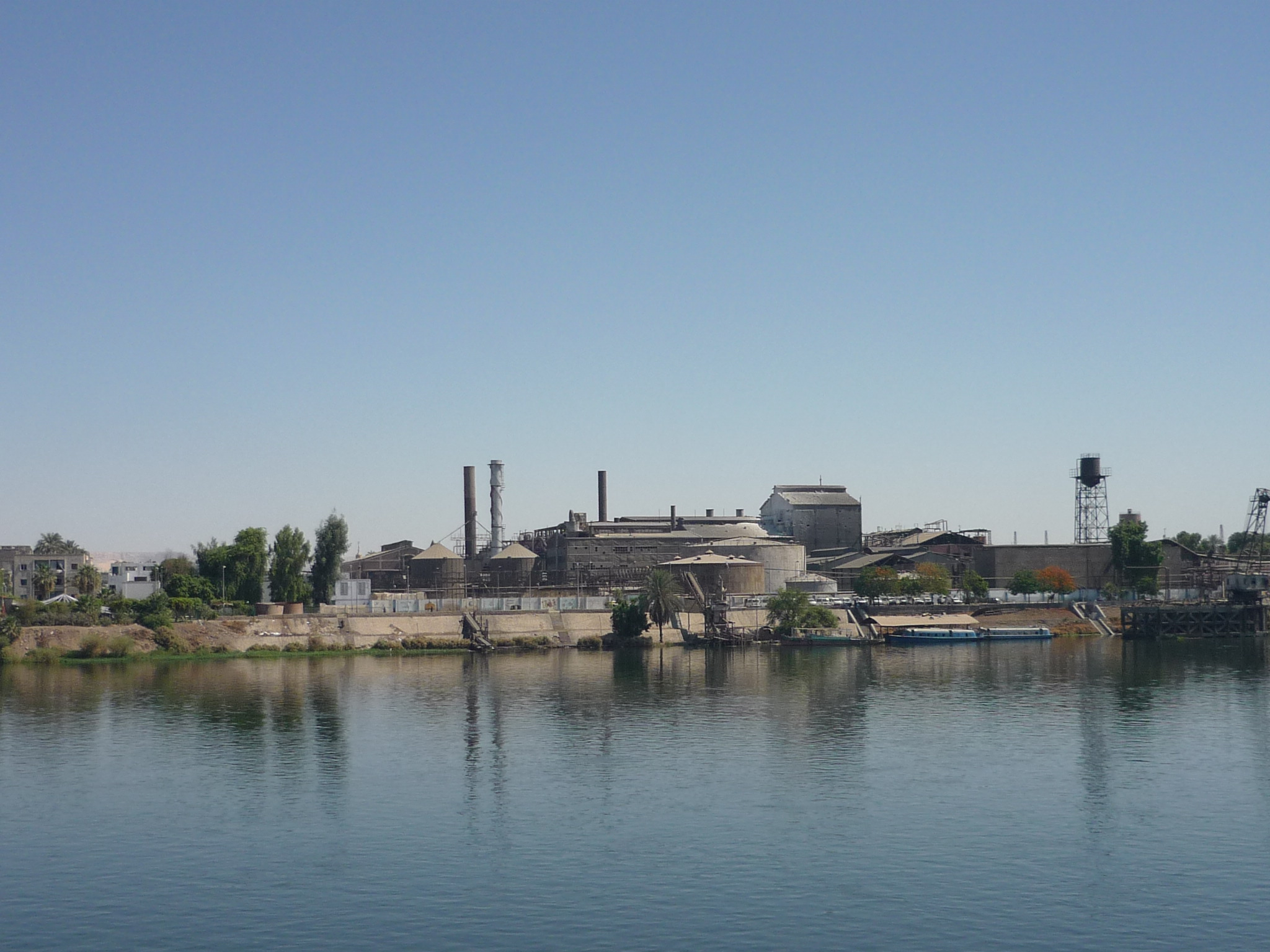
Sucrera

El sucre s'extreu de la remolatxa sucrera i de la canya de sucre, a través d'un procés totalment natural, en la qual intervenen la física, la química i la biologia. Es tracta d'un hidrat de carboni format per glucosa i fructosa. El sucre que se n'extreu és la sacarosa i és un disacàrid: C12H22O11
Emmagatzematge: es pot emmagatzemar a granel, empaquetat o ensacat. El més important és que les bodegues es trobin a una humitat relativa de l'aire d'un 60%. En aquest moment és on s'estableix un estat d'equilibri entre l'absorció i la sortida d'humitat del sucre.

### Remolatxa[4]

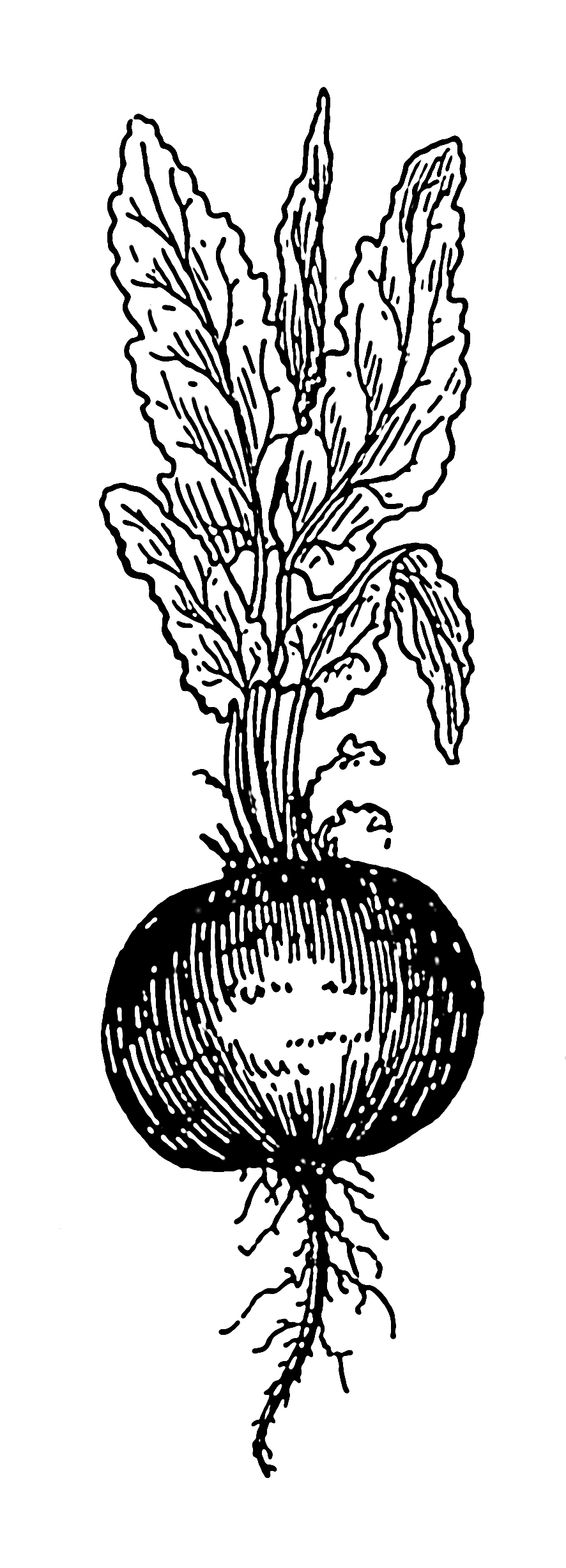
Remolatxa

Les zones de cultiu de la remolatxa sucrera estan en les regions de clima temperat d'Europa i Amèrica del Nord amb unes temperatures entre 16 i 25° i unes precipitacions anuals de 600mm. En les zones subtropicals el cultiu té lloc en els mesos hivernals. La remolatxa creix en sòls llimosos profunds. Com és un cultiu intensiu requereix una fertilització i com que només es poden cultivar remolatxes cada quatre anys en el mateix camp, l'àrea de terreny d'una indústria sucrera és molt extensa. Aquesta triga entre 5 i 6 mesos en créixer i conté entre un 16 i un 18% de sucre. Consisteix el 99% de la producció espanyola de sucre, ja que no hi ha canyes de sucre. L'arrel de la remolatxa, quan arriba a les fàbriques, és analitzada per saber-ne la riquesa en sacarosa. Una vegada ja a la fàbrica, la remolatxa serà sotmesa a una sèrie d'etapes fins a aconseguir el sucre apte pel consum humà.
Preparació: l'arrel de la remolatxa és sotmesa a diverses fases de rentat en les quals, amb utilització d'aigua, s'elimina la terra, pedres, fulles i altres elements estranys. Després es talla en unes fines tires anomenades “cossettes” i la mida d'aquestes és important i varia entre els 2 o 3 mm d'amplada.
Difusió: aquesta etapa consisteix a extreure el sucre en aigua calenta. La cossettes és sotmesa durant un temps limitat a una contra corrent d'aigua a una temperatura i un PH determinat o deixant-les immerses en l'aigua el que permet l'extracció de la sacarosa. Es fa amb aigua calenta, ja que aquesta augmenta la solubilitat del sucre però si és massa calenta, les proteïnes de la remolatxa es podrien coagular i que la sacarosa no es dissolgués. L'aigua se n'extreu s'anomena “suc de difusió”. Aquest suc conté impureses que han de ser depurades mitjançant un procés calc- carbònic on s'utilitza cal i gas carbònic. Aquests dos productes posseeixen la propietat de precipitar per tant eliminen part de les impureses presents en el suc de difusió i per separar-ho de la part bona es realitzen processos de filtració fins a aconseguir en “suc depurat”. Aquesta barreja conté una gran quantitat d'aigua, per això s'ha d'evaporar fins a aconseguir una substància amb un 30% d'aigua i un 70% de massa sòlida, que rep el nom de “xarop”.
Cocció i cristal·lització: aquest xarop s'introdueix en uns dipòsits anomenats “tatxes” que, sotmeses a un buit del 80%, concentren el xarop fins a un punt de sobresaturació. Gràcies a la pressió no cal augmentar tant la temperatura cosa que fa que el sucre no es caramel·litzi. La sacarosa es cristal·litza amb els microcristalls de sucre fins a la mida comercial gràcies als cristal·litzadors que van refredant constantment el sucre. El producte final d'aquesta cocció és la “massa cuita” i està comporta per sucre (sòlid) i “mel mare” (líquid). Aquesta massa serà sotmesa a un procés de centrifugacions en el qual s'aconseguirà separa el sucre i la mel mare. El sucre obtingut serà secat i refredat, més tard emmagatzemat amb una temperatura i humitat controlades i finalment passarà a les instal·lacions d'envasat i càrrega.

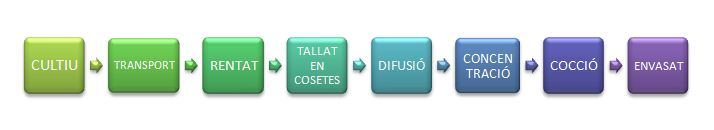
Producció del sucre de remolatxa

### Canya de sucre[5]

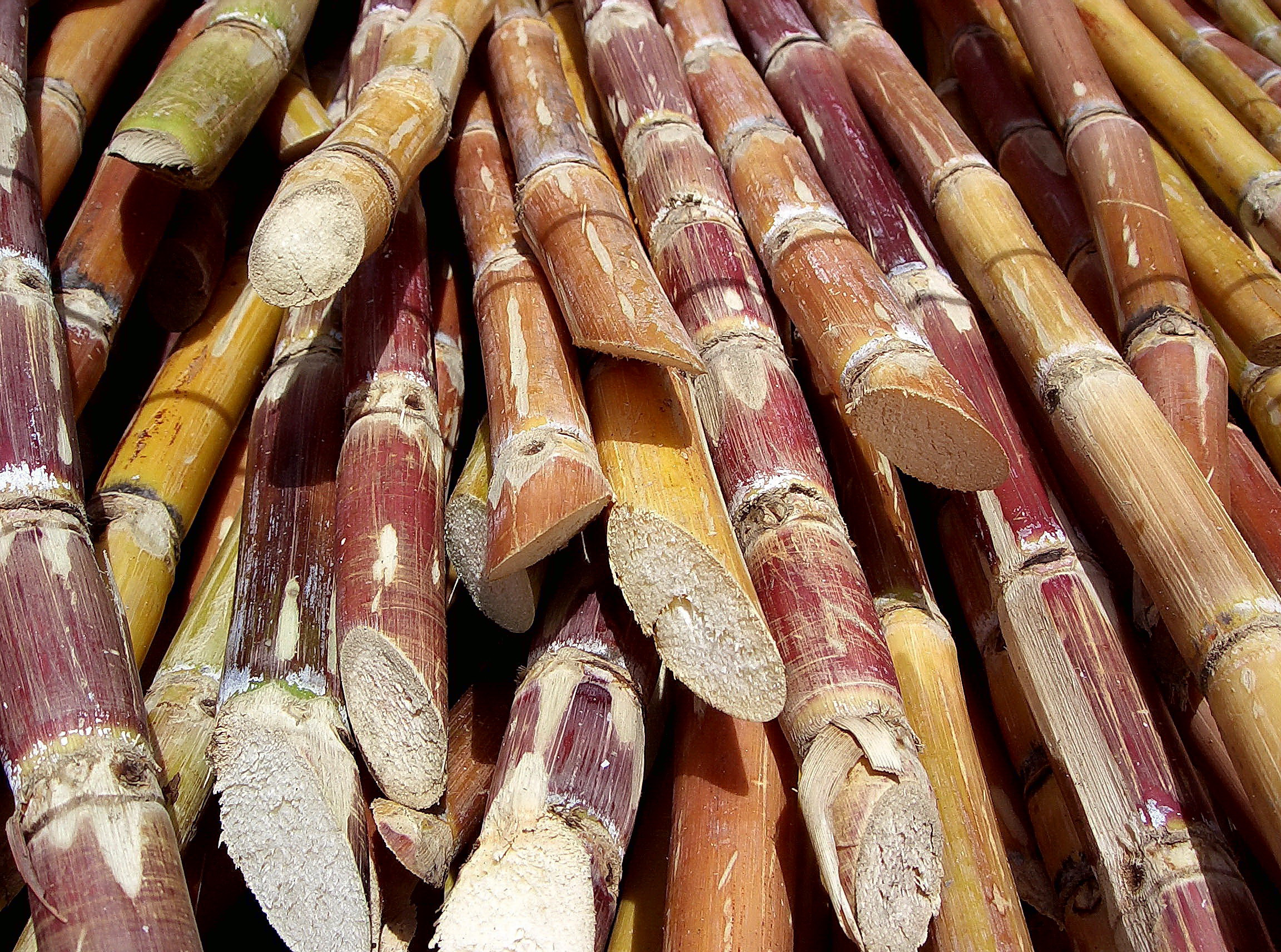
Canya de sucre

Ha sigut un dels productes de major importància pel desenvolupament comercial d'Amèrica i Europa. El sucre es consumeix a tot el món, ja que és una de les principals fonts de calories en totes les dietes. Abans de ser comercialitzat requereix un procés molt llarg. Abans de tot és necessari preparar el terreny i esperar que la canya creixi durant 12 o 14 mesos. Després les canyes es porten a la fàbrica on primerament abans de començar el procés s'examinaran per veure la seva qualitat, el lloc on les porten s'anomena pati de canya.
Extracció del suc: la primera etapa del procés consisteix a extreure el suc de la canya molent-la mitjançant uns pesants rodets o maces. Primerament, la canya es prepara per set tallada en trossos petits mitjançant unes fulles giratòries i després mitjançant molins de martell aquests trossos queden esmicolats però sense treure encara és suc. Finalment en l'etapa de la molta el 95% del sucre que conté la canya passa a ser guarapo (el suc de la canya de sucre). Aquest suc s'obté mitjançant uns molins formats per masses metàl·liques que pressionen la canya i n'extreuen el suc. Durant aquest procés s'hi afegeix aigua per extreure el màxim de sacarosa. El bagàs s'utilitzarà com a combustible a les calderes.
Purificació i clarificació: el suc de color verd procedent de la canya és àcid i tèrbol. El procés de clarificació està dissenyat per a remoure les impureses tant solubles com insolubles mitjançant calç i calor, que són agents clarificadors, i elevar el pH perquè s'aprofiti al màxim de sacarosa. La calç neutralitza l'acidesa del guarapo formant sals insolubles de calci. Aquest suc ja clarificat i transparent passa als evaporadors. Aquesta clarificació es dona per sedimentació i el producte no aprofitable, dit catxaça, servirà com adob.
Evaporació: el suc clarificat conté un 85% d'aigua i dues terceres parts d'aquests són evaporades mitjançant un procés d'evaporació que consisteix en evaporadors al buit els quals presenten cel·les d'ebullició al buit. Primerament el suc entra en el preevaporador i s'escalfa fins al punt d'ebullició. Quan comença a bullir es generen uns vapors que serviran per escalfar el suc fent que a cada evaporació disminueix el punt d'ebullició. Una vegada acabat aquest procés s'aconsegueix una concentració de sucre del 60% i el que s'obté s'anomena xarop.
Clarificació II: aquest procés és semblant a la fosfatació de la refosa en una refineria de sucre però en aquest cas s'hi afegeix cal i àcid fosfòric. Després s'aireja juntament amb l'addició d'un polímer floculant. És un procés molt assemblat a la clarificació I.
Cristal·lització: aquest procés té lloc en tatxes al buit d'un sol efecte on el xarop s'evapora fins a quedar saturat de sucre i es va afegint xarop a mesura que l'aigua s'evapora. El producte que conté líquid i cristalls s'anomena massa cuita. La feina de cristal·lització és dur a terme utilitzant el sistema de temples per aconseguir el nombre més gran en concentració de sacarosa.
Centrifugació o purga: la massa cuita del cristal·litzador passa a unes màquines giratòries anomenades centrifugadors. El tambor cilíndric està suspès en un eix i està folrat amb una tela metàl·lica. El revestiment perforat retén els cristalls de sucre i la mel hi passa a través. Els cristalls es tallen gràcies a la força centrífuga. La mel que surt de la centrifugadora és evaporada i es comercialitza com a matèria primera en l'elaboració d'alcohols.
Secat: el sucre encara humit és transportat per elevadors fins a les assecadores. Aquestes màquines són elevadors rotatoris en els quals el sucre es col·loca en contacte amb l'aire calent que entra a contracorrent. Per evitar la formació de terrossos el sucre ha de tenir una humitat del 0,05%.
Refredament: el sucre s'asseca a una temperatura de 60 °C, passa pels refredadors rotatoris que porten l'aire fred a contracorrent i fa que la temperatura del sucre disminueixi fins als 40°.
Envasat: un cop el sucre està sec i fred s'emmagatzema en sacs de diferents pesos i es guarda a la bodega per més tard vendre’l i comercialitzar.

## Sucreres a nivell espanyol
- Azucarera Ebro
- Azucareras reunidas de Jaen SA
- Alternativa 3
- Roberto mangado jimenez y otro S.CV.
- Mainglas S.L.
- Azucares de león S. L.
- Estuchados caycho S.A.
- Rodríguez hermanos S. en C.
- Azucarera del guadalfeo S. A
- Azúcar y café S.L.
- Sánchez lópez J.
- Cortes bartolomé S. L.
- Hermanos alcón morilla S.A.
- Azucares greiba
- Azúcar lutor S.C.A.
- Manuel forcada S.A.
- Beltrán nieto M. de los A.
- Ribera serrano P.
- Estuchados Madrid
- Gambin lópez J. de D.
- Herminio mendaña S.L.
- Revuelta abascal U.

### Azucarera Ebro
Fins al 1990, el sector del sucre a Espanya estava dominat per tres grans empreses:
- Companyia d'Indústries Agrícoles, SA
- Ebro, Compañía de Azúcares y Alimentación, SA
- Sociedad General Azucarera de España

- 1990: primera fusió. Constitució d′Ebro Agrícolas Compañía d'Alimentación SA per la fusió d′Ebro, Compañía de Azúcares y Alimentación, SA, la Companyia d’Indústries Agrícoles i la seva filial Sociedad Azucarera Ibérica. La nova empresa té una quota de 553 270 tones de sucre en el mercat espanyol, equivalent al 55,3% del total assignat per la Comunitat Econòmica Europea. La seva activitat es va en el sucre, alcohol, pinso i polp, encara que posteriorment van treballar amb productes agro-alimentaris, entre ells l'arròs, espècies i infusions, conserves de peix i ànec, fongs, trufes, espàrrecs, castanyes, etc.

- 1998: segona fusió. Constitució d′Azucarera Ebro Agrícolas, SA per la fusió d′Ebro Agrícolas, Cía. de Alimentación i Sociedad General Azucarera de España.

- 2001: tercera fusió. Constitució d′Ebro Puleva, SA, per la fusió d′Azucarera Ebro Agrícolas, SA i el grup lleter Puleva, SA.

- 2009: adquisició d'Azucarera Ebro pel grup British Sugar.

## Producció mundial

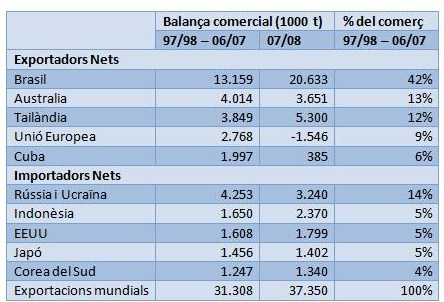
Producció mundial de sucre

## Sucreres a nivell mundial
A partir d'aquesta pàgina web podem veure les diferents sucreres d'arreu del món: Sucreres arreu del món Arxivat 2012-02-08 a Wayback Machine. de sugar engineers